# Matt Bush
Matt Bush (Pensilvânia, 22 de março de 1986) é um ator estadunidense.

## Televisão
- Glory Daze (Novembro 2010 até o momento) - Eli Feldman

## Filmografia
- Undrafted (2015)
- Piranha 3DD  (2012)
- Margaret (2011) - Kurt
- High School (2010)
- Halloween 2 (2009) - Wolfie
- Adventureland (2009) - Tommy Frigo
- Bully (2006) - voz Peter Kowalski
- One Last Thing... (2005) - Ricky